# White Australia

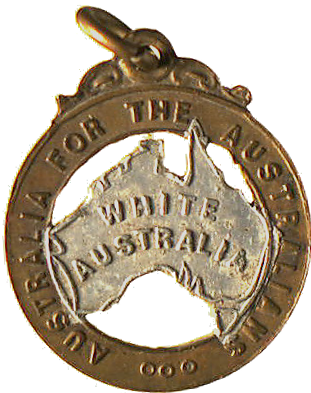
Märke från 1910.

White Australia (svenska: Vitt Australien), var den politik som Australien från 1901 förde för att begränsa "icke-vita" människors migration (i synnerhet asiater) dit. Den avskaffades 1973, och man började därefter i stället uppskatta etniskt mångfald. 1975 infördes lagen Racial Discrimination Act 1975, där all rasdiskriminering förbjöds.

### Fotnoter
1. ↑  ”Asia migrants flock to Australia” (på engelska). BBC. 29 januari 2009. http://news.bbc.co.uk/2/hi/asia-pacific/7857515.stm. Läst 19 mars 2018.